# ジョージ・ケアリー
クリフトンのケアリー男爵ジョージ・レオナード・ケアリー（George Leonard Carey, Baron Carey of Clifton; 1935年11月13日 - ）は、Right ReveredとRight Honourable（大名誉）の敬称を持ち、1991年から2002年まで第103代カンタベリー大主教を務めた人物である。ケアリーが大主教の時代に、イングランド国教会は女性司祭の叙任を認めた。また、同教会内で同性愛者問題が表面化したのもこの時期である。1998年のランベス会議で、「同性愛を聖書に反する行為として排する」決議をケアリーは支持した。この決議は現在、同性愛問題におけるイングランド国教会内の亀裂をもたらした一要因である。

## 経歴
ジョージ・ケアリーは、ロンドンのイースト・エンドで生まれた。小学校の能力試験（イレブン・プラス）に失敗し、15歳でそこを離れるまでバーキンのセカンダリー・モダン・スクールに編入となった。彼はロンドン電気局で事務員として働き、その後18歳でイギリス空軍の徴兵のためイラクで軍務についた。
ケアリーがキリスト教徒になったのは17歳のときであった。それは友人と教会に行ったときである。「私の回心の体験はとても現実的なものでした。まばゆい光はありませんでしたが、単に静かな確信の中で私は何かを見つけました」と後に語っている。
兵役期間中に聖職者になる決心をし、軍を除籍後に熱心に勉強して、大学入学資格試験で15か月のうちに6つの可と3つの優を取り、その後キングス・カレッジ・ロンドンに入学した。1962年に神学士の学位を得て卒業し、聖職按手（聖職を授与されること）を受けた。
ケアリーはイスリントンの聖マリア教会の副牧師となり、オークヒル神学カレッジとノッティンガムの聖ヨハネ・カレッジに勤務した。それから1975年にダラムの聖ニコラス教会で教区牧師となった。2年のうちに彼の教会の信徒は3倍となった。彼は後にこの経験に基づき「The Church in the Market Place（市場の中の教会）」という本を著した。
1982年にブリストルのトリニティ・カレッジの学長に任命され、1988年にはバースとウェールズの主教に任命された。そして1991年4月19日、第103代カンタベリー大主教座に着座した。ケアリーが引退を2002年10月31日まで延ばしたのは、女王エリザベス2世が即位50周年祝賀式の後までとどまるように要請したからだと報じられている。
ジョージ・ケアリーはイングランド国教会内の福音主義部門のメンバーである。彼は女性の叙階を強く支持し、反対者に対しては異端であると非難さえした。彼は聖職者による同性愛行為に反対したが、その後、同性の愛人がいることが疑われていた2人を司教に按手を授けたことを認めた。彼は1998年のランベス会議の議長を務め、全ての同性愛行為を「聖書と相容れない」と徹底的に否定する決議を支持した。しかし、結婚とは呼ばれない、教会の祝福を受けない、教会外における同性愛行為に対しては支持を続けている。
大主教として、ケアリーは他宗教との交流も活発であった。イスラム教とは「より深い対話」を呼びかけ、関係改善のために奔走した。その一方、2004年3月25日に、彼はイスラム諸国における民主主義の欠如と現代にそぐわない教義の固持を強く非難した。彼はコーランの学術研究の未熟さを批判し、また平和を望むイスラム教徒は、イスラム過激派による政治社会の支配に対して「強く抵抗しなくてはいけない」と語った。つまり、イスラム教徒の大半は過激派を支持していないが、かといって過激派を非難することはなく、それを批判したのである。
この声明はイスラムに対するあからさまな攻撃として広く翻訳された。しかしケアリーは後に弁明し、「私の説教を読んで問題視する人々は、私が西側のキリスト教についても批判的であることや、同じように、パレスチナ問題に対するイスラエルの政策に対しても批判的である事を気づくことでしょう」と語った。
ケアリーは回顧録を出版した最初のカンタベリー大主教である。この "Know the Truth" の中では英国王室についての話や、チャールズ3世とカミラ妃との個人的な会談について詳細に語っている。その中で彼は2人に結婚を勧めたことを書いているが、この意外な事実は広く批判の対象となった。